# Martinroda, Vacha
Martinroda är en ortsteil i staden Vacha i Wartburgkreis i förbundslandet Thüringen i Tyskland. Martinroda var en kommun fram till 31 december 2013 när den uppgick i Vacha. Kommunen Martinroda hade 273 invånare 2013.